# Jadyn Wong
Jadyn Wong (Medicine Hat, 11 maggio 1989) è un'attrice canadese.

## Carriera
Jadyn Wong è nata a Medicine Hat, in Alberta, da immigrati dall'allora britannica Hong Kong. Si è laureata alla Medicine Hat High School e ha frequentato l'Università di Calgary, studiando commercio, ma ha deciso di dedicarsi a tempo pieno alla recitazione.
È conosciuta soprattutto per il ruolo di Happy Quinn nella serie televisiva Scorpion. È inoltre cintura nera di karate ed è anche una pianista di musica classica.

## Filmografia

### Cinema
- Supercuccioli nello spazio (Space Buddies), regia di Robert Vince (2009)
- The Letters - cortometraggio, regia di Jung-Sun Song (2010)
- Cosmopolis, regia di David Cronenberg (2012)
- Debug, regia di David Hewlett (2014)
- Mi stai ammazzando, Susana (Me estás matando, Susana), regia di Roberto Sneider (2016)

### Televisione
- Broken Trail - Un viaggio pericoloso (Broken Trail), regia di Walter Hill – miniserie TV, 2 puntate (2006)
- Caprica – serie TV, 2 episodi (2010)
- Rookie Blue – serie TV, episodio 2x09 (2011)
- Being Erica – serie TV, 6 episodi (2011)
- Stay with Me, regia di Tim Southam – film TV (2011)
- Lost Girl – serie TV, episodio 4x09 (2014)
- Working the Engels – serie TV, episodio 1x01 (2014)
- Spun Out – serie TV, 2 episodi (2014)
- Il fascino della paura (Client Seduction), regia di Penelope Buitenhuis – film TV (2014)
- Scorpion – serie TV, 93 episodi (2014-2018)